# Federico III Fagnani, V marchese di Gerenzano
Federico III Fagnani, V marchese di Gerenzano (Milano, 8 novembre 1775 – Milano, 8 ottobre 1840), è stato un nobile, scrittore e politico italiano.

## Biografia

### I primi anni
Figlio primogenito di Giacomo II Fagnani, IV marchese di Gerenzano, e di sua moglie, la marchesa Costanza Brusati, Federico nacque a Milano l'8 novembre 1775. Sue sorelle furono la socielité Maria Emily Fagnani Hertford e Antonietta Fagnani Arese, ispiratrice di Ugo Foscolo. Per parte di sua nonna paterna era discendente della nobile e potente famiglia milanese dei Clerici, noti banchieri.
Compì i propri studi al Collegio dei Nobili di Siena dove si laureò in legge nel 1794, avendo avuto per insegnante il senese Angelo Maria d'Elci, bibliofilo, scrittore e grande erudito del suo tempo che seppe trasmettergli l'amore per la cultura. Tornato a Milano all'improvvisa morte del padre nel 1785, prese in carico i titoli e i feudi del padre sotto la tutela formale della madre la quale, ad ogni modo, si dimostrò perlopiù assente (con l'amante risiedeva in Inghilterra) e degli altri parenti prossimi.
Fu durante il periodo napoleonico a Milano, ad ogni modo, che Federico iniziò la propria scalata al successo: quando il Bonaparte entrò a Milano, egli fu parte di quella nobiltà che lo accolse trionfante, e per questo nel 1805 quando il primo venne incoronato imperatore e venne costituito il Regno napoleonico d'Italia, venne creato dapprima ciambellano imperiale e poi consigliere di Stato. Nel 1807 venne nominato cavaliere dell'Ordine della Corona Ferrea ed infine nel 1810 divenne uditore del Consiglio di Stato. Come compensazione della perdita del titolo di marchese (il regime napoleonico abolì tutti i titoli nobiliari concessi dall’ancienne régime), nel 1809 ottenne da Napoleone la nomina a conte del Regno d'Italia.

### Il viaggio in Russia

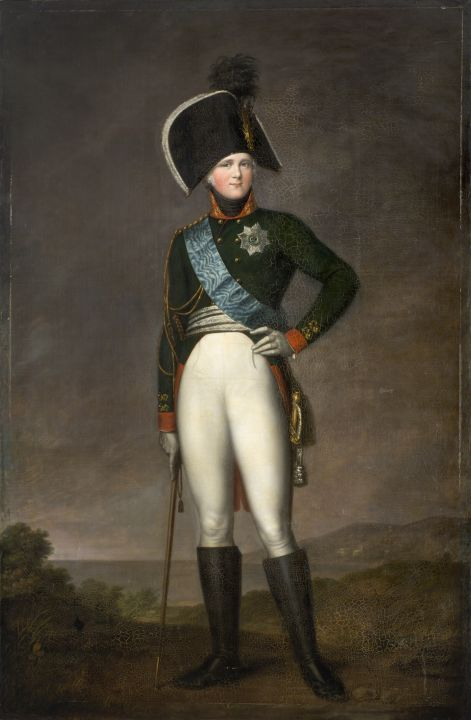
Federico Fagnani fu uno dei principali sostenitori della politica dello zar Alessandro I in Russia.

Nel 1811 partì alla volta della Russia dove rimase sei mesi in compagnia del suo servitore, e stendendo un dettagliato resoconto del suo viaggio dal titolo "Lettere Scritte da Pietroburgo Correndo gli Anni 1810 e 1811 dal Marchese Federigo Fagnani", edito poi a Milano in due edizioni, una del 1812 e una del 1815. In quest'opera il Fagnani descrisse alla perfezione la capitale dell'impero russo prima dell'arrivo dei napoleonici nella disastrosa campagna militare dell'inverno del 1812, oltre ad una serie di usi e costumi della popolazione locale, le misure di cura, i luoghi di educazione, il sistema economico, i teatri e gli svaghi. Oltre che come viaggiatore e scrittore, egli stese questo resoconto per il governo napoleonico, riportando nel testo anche considerazioni personali circa il buon governo dello zar in Russia e dimostrando di abbracciare a pieno la concezione di Hobbes, per il quale l'origine del diritto è naturale e l'unico garante del bene dei cittadini e il loro stesso sovrano. Lodando l'operato di Alessandro I di Russia, il Fagnani precisò inoltre come egli stesse operando nel suo buon governo per modernizzare lo stato e per fare ciò si avvalesse di specialisti e giureconsulti provenienti dalla Germania, pur mantenendo un'assoluta autocrazia nel suo governo.
Dalla lezione imparata in Russia, il Fagnani tornò a Milano profondamente mutato: criticò fortemente la spedizione militare intrapresa dai francesi l'anno seguente che si dimostrò, come egli aveva previsto, disastrosa sino ad essere una delle cause della caduta di Napoleone. Si avvicinò invece sempre più alle posizioni di Federico Confalonieri, dei conti Cicogna, Serbelloni, Durini e Castiglioni, i quali puntavano all'indipendenza dell'ormai ex Regno napoleonico d'Italia, ma senza che a capo vi fosse il principe Eugenio. Egli non fu ad ogni modo mai coinvolto nella vicenda dell'uccisione del ministro Giuseppe Prina avvenuta a Milano nel 1814, ma protestò vivamente contro la mala amministrazione del regno italico.

### La carriera come scrittore
Dopo la Restaurazione, il Fagnani decise che non si sarebbe più occupato di questioni politiche e si ritirò pertanto nell'amministrazione dei suoi beni e nella scrittura. Si trasferì in maniera permanente alla villa di Gerenzano, continuando la sua attività di raccolta di vecchi volumi e continuando a scrivere lui stesso. Si dedicò particolarmente alla trattatistica di economia campestre e all'allevamento dei bachi da seta con titoli come "La Notizia della Bigattaia Padronale della Fagnana", "Buon Governo dei Filugelli e delle Bigattaje", "Osservazioni di Economia Campestre Fatte nello Stato di Milano". Nel 1822 tornò brevemente ad occuparsi di politica con riflessioni velate in "Riflessioni Morali e Politiche Intorno ad Alcune Opinioni e Teorie dei Nostri Tempi", dedicandosi poi alla letteratura classica grazie alla traduzione degli Epigrammi di Marziale del 1827.
Quello che non abbandonerà mai per il resto della sua vita il Fagnani è il progetto di un'Italia libera ed indipendente da potenze straniere, caratteri che lascerà trasparire nei suoi scritti, parlando apertamente di "Italia" e di "patria comune".

#### La condizione dei contadini
Fu il primo in quegli anni delicati e prima della comparsa dei moderni sindacati, ad interessarsi alle condizioni dei contadini e ad una loro rappresentanza nei confronti dei padroni dei latifondi che essi coltivano tramite l'esposizione di due metodi economici nel campo agricolo: in uno padroni e contadini vivono in assoluta comunione per quanto riguarda la condizione dei terreni, con una condivisione assoluta di danni e profitti sulle coltivazioni; l'altro metodo, invece, presentava la possibilità per ogni contadino di essere l'unico responsabile della porzione di terra affidatagli dal padrone, il quale avrebbe avuto così meno ricavi ma anche meno responsabilità. Egli si dichiarò inoltre favorevole alla concessione di prestiti in denaro ai contadini, mettendo in pratica quanto da lui stesso teorizzato anche attraverso il suo testamento, nel quale dispose lasciti ai suoi lavoranti.
Egli aveva una notevole stima e considerazione dei contadini che lavoravano la terra: nel 1820, nel suo "Osservazioni di Economia Campestre", difese la loro difficile condizione contro i soprusi ancora da troppi perpetrati.

### Il breve ritorno alla politica e gli ultimi anni
La sua figura venne rivalutata nel 1831 quando tornò ad occuparsi attivamente di politica come segretario particolare del conte Franz Joseph Saurau, governatore austriaco di Milano ed ambasciatore austriaco a Firenze.

La morte del Saurau nel 1832, mise nuovamente in ombra il Fagnani che si ritirò ancora una volta a vita privata, questa volta nel suo palazzo di famiglia a Milano ove morì la mattina dell'8 ottobre 1840, ultimo rappresentante maschile della sua casata. Per sua volontà testamentaria, i suoi funerali si svolsero senza pompa e la salma venne deposta nel piccolo cimitero di Gerenzano. Sempre nel suo testamento, diede disposizione che tutti i libri e i documenti della sua collezione (23 216 libri, 16 015 tra carte geografiche e incisioni oltre a 4 320 tra disegni e oggetti), passassero alla Biblioteca Ambrosiana di Milano. Nelle sue disposizioni testamentarie favorì anche le comunità di Gerenzano e Robecchetto, oltre alla Compagnia di Gesù alla quale lasciò terre per quasi 5 milioni del tempo, provocando lo stupito e ironico commento di Vincenzo Gioberti: 
Per quanto riguarda il resto delle sue sostanze, queste vennero aspramente contese tra la sorellastra maggiore Maria Emilia Fagnani Seymour-Conway e la sorella minore Maria Antonietta con lungaggini burocratiche e legali che si protrassero per i quarantaquattro anni successivi alla sua morte. Alla fine, nel 1884, i beni immobili del defunto marchese passarono alla sorella Antonietta, mentre quelli mobili (quasi 3 000 000 di lire dell'epoca) vennero equamente divisi tra gli eredi delle due sorelle.

## Relazioni
Federico Fagnani non si sposò mai, ma ebbe certamente diverse amanti tra cui la più nota è certamente Angela Pietragrua, con la quale intrecciò una relazione a partire dal 1814 dopo aver lasciato Stendhal, come egli stesso ebbe modo di lamentarsi. Stendhal, del resto, pare si fosse invaghito della sorella minore di Federico, Antonietta, già moglie di Marco Arese Lucini, che nella sua La Certosa di Parma (vol. I, V cap.) descrive come una delle donne più belle di Milano insieme all'ex fidanzata.

## Araldica
| Stemma | Descrizione                                                       | Blasonatura |
|        | Federico Fagnani Marchese di Gerenzano (1785-1810; 1815-1840)     | D'azzurro all'aquila d'argento. Corona da marchese.                                                                                       |
| \| \|  | Federico Fagnani Conte del Regno napoleonico d'Italia (1810-1815) | D'azzurro all'aquila d'argento, quarto di conte senatore sul tutto. Ornamenti esteriori da conte senatore del Regno napoleonico d'Italia. |
|        |                                                                   | |

## Albero genealogico
|                                                |                                                |                                           | Genitori                                        |  |  | Nonni |  |  | Bisnonni                                    |  |  | Trisnonni                                   |  |
|                                                |                                                |                                           |                                                 |  |  |       |  |  | Giacomo I Fagnani, II marchese di Gerenzano |  |  | Federico I Fagnani, I marchese di Gerenzano |  |
|                                                |                                                |                                           |                                                 |  |  |       |  |  | Giacomo I Fagnani, II marchese di Gerenzano |  |  | Federico I Fagnani, I marchese di Gerenzano |  |
|                                                |                                                | Clara Clerici                             |                                                 |  |  |       |  |  | Giacomo I Fagnani, II marchese di Gerenzano |  |  |                                             |  |
| Federico II Fagnani, III marchese di Gerenzano |                                                |                                           |                                                 |  |  |       |  |  | Giacomo I Fagnani, II marchese di Gerenzano |  |  |                                             |  |
|                                                |                                                | Marianna Stampa                           | Cristierno Stampa, conte di Montecastello       |  |  |       |  |  |                                             |  |  |                                             |  |
|                                                |                                                | Marianna Stampa                           | Cristierno Stampa, conte di Montecastello       |  |  |       |  |  |                                             |  |  |                                             |  |
|                                                |                                                | Marianna Stampa                           | Giustina Borromeo                               |  |  |       |  |  |                                             |  |  |                                             |  |
| Giacomo II Fagnani, IV marchese di Gerenzano   |                                                | Marianna Stampa                           |                                                 |  |  |       |  |  |                                             |  |  |                                             |  |
|                                                |                                                | Giorgio Clerici, III marchese di Cavenago | Carlo Ludovico Clerici, II marchese di Cavenago |  |  |       |  |  |                                             |  |  |                                             |  |
|                                                |                                                | Giorgio Clerici, III marchese di Cavenago | Carlo Ludovico Clerici, II marchese di Cavenago |  |  |       |  |  |                                             |  |  |                                             |  |
|                                                |                                                | Giorgio Clerici, III marchese di Cavenago | Eufemia Bonetti                                 |  |  |       |  |  |                                             |  |  |                                             |  |
| Rosa Gaspara Clerici                           |                                                | Giorgio Clerici, III marchese di Cavenago |                                                 |  |  |       |  |  |                                             |  |  |                                             |  |
|                                                |                                                | Barbara Barbavara di Gravellona           | Giuseppe Barbavara di Gravellona                |  |  |       |  |  |                                             |  |  |                                             |  |
|                                                |                                                | Barbara Barbavara di Gravellona           | Giuseppe Barbavara di Gravellona                |  |  |       |  |  |                                             |  |  |                                             |  |
|                                                |                                                | Barbara Barbavara di Gravellona           | Alfonsa Belcredi                                |  |  |       |  |  |                                             |  |  |                                             |  |
| Federico III Fagnani, V marchese di Gerenzano  |                                                | Barbara Barbavara di Gravellona           |                                                 |  |  |       |  |  |                                             |  |  |                                             |  |
|                                                | Giovanni Pietro Brusati, I marchese di Settala | Valeriano Brusati                         |                                                 |  |  |       |  |  |                                             |  |  |                                             |  |
|                                                | Giovanni Pietro Brusati, I marchese di Settala | Valeriano Brusati                         |                                                 |  |  |       |  |  |                                             |  |  |                                             |  |
|                                                | Giovanni Pietro Brusati, I marchese di Settala | …                                         |                                                 |  |  |       |  |  |                                             |  |  |                                             |  |
| Pietro Maria Brusati, II marchese di Settala   | Giovanni Pietro Brusati, I marchese di Settala |                                           |                                                 |  |  |       |  |  |                                             |  |  |                                             |  |
|                                                |                                                | …                                         | …                                               |  |  |       |  |  |                                             |  |  |                                             |  |
|                                                |                                                | …                                         | …                                               |  |  |       |  |  |                                             |  |  |                                             |  |
|                                                |                                                | …                                         | …                                               |  |  |       |  |  |                                             |  |  |                                             |  |
| Costanza Brusati                               |                                                | …                                         |                                                 |  |  |       |  |  |                                             |  |  |                                             |  |
|                                                |                                                | Giulio Cesare Solaro                      | …                                               |  |  |       |  |  |                                             |  |  |                                             |  |
|                                                |                                                | Giulio Cesare Solaro                      | …                                               |  |  |       |  |  |                                             |  |  |                                             |  |
|                                                |                                                | Giulio Cesare Solaro                      | …                                               |  |  |       |  |  |                                             |  |  |                                             |  |
| Antonia Solaro                                 |                                                | Giulio Cesare Solaro                      |                                                 |  |  |       |  |  |                                             |  |  |                                             |  |
|                                                |                                                | Giovanna Galli                            | Ambrogio Galli                                  |  |  |       |  |  |                                             |  |  |                                             |  |
|                                                |                                                | Giovanna Galli                            | Ambrogio Galli                                  |  |  |       |  |  |                                             |  |  |                                             |  |
|                                                |                                                | Giovanna Galli                            | …                                               |  |  |       |  |  |                                             |  |  |                                             |  |
|                                                |                                                | Giovanna Galli                            |                                                 |  |  |       |  |  |                                             |  |  |                                             |  |